# 奥拉夫·罗根扎克
奥拉夫·罗根扎克（德語：Olaf Roggensack，1997年5月29日—），德国男子赛艇运动员。他曾代表德国参加2020年夏季奥林匹克运动会赛艇比赛，获得男子八人单桨有舵手银牌。